# Кликов Роберт Леонідович
Роберт Леонідович Кликов (нар. 20 лютого 1943) — радянський футболіст, що грав на позиції нападника. Відомий за виступами в низці українських команд класу «Б» СРСР. Чемпіон УРСР 1969 року.

## Кар'єра футболіста
Роберт Кликов розпочав виступи на футбольних полях у команді класу «Б» «Спартак» з Фергани в 1961 році. У 1963 році Кликов став гравцем іншої команди класу «Б» «Гірник» з Кривого Рогу, в якій грав до кінця 1964 року. У кінці сезону 1964 року Роберт Кликов перебував у команді «Дніпро» з Дніпропетровська, але грав лише за дублюючий склад команди. У 1965 році Кликов грав у складі команди класу «Б» «Зірка» з Кіровограда. У 1966 році футболіст перейшов до складу чернігівської «Десни», в складі якої грав до кінця 1967 року.
У 1968 році Роберт Кликов став гравцем команди класу «Б» «Спартак» з Івано-Франківська. У цьому році став кращим бомбардиром команди з 13 забитими м'ячами. Наступного року у складі команди став чемпіоном УРСР у класі «Б». У кінці 1969 року Кликов перебував у складі команди класу «Б» «Будівельник» з Первомайська, проте на поле не виходив. Наступного року Роберт Кликов грав у складі черкаського «Дніпра», після чого завершив виступи на футбольних полях.

## Досягнення
- Переможець Чемпіонату УРСР з футболу 1969 в класі «Б».